# Land-Golf-Club Schloss Moyland

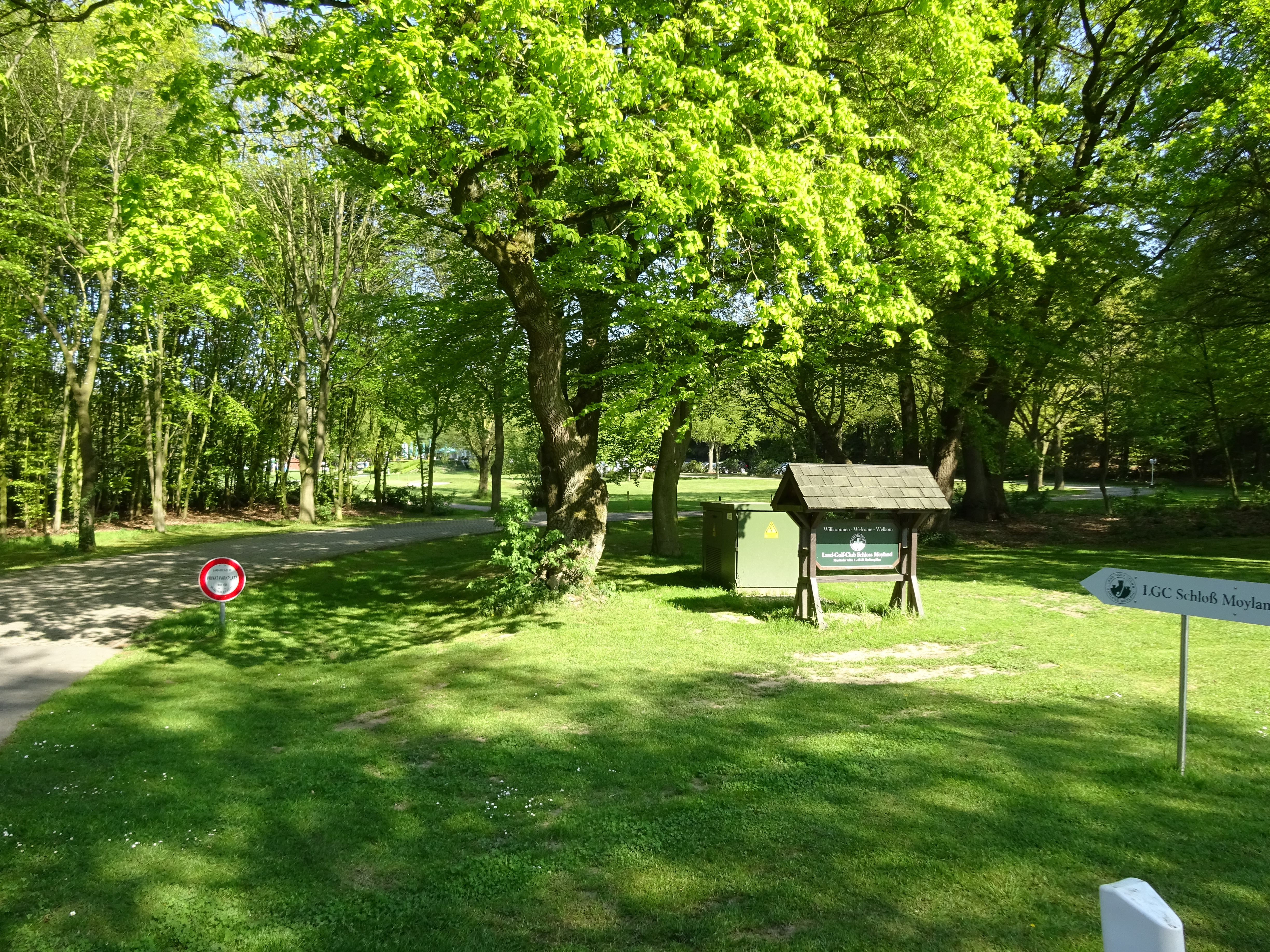
LGC Schloss Moyland

Land-Golf-Club Schloss Moyland is een golfclub nabij Slot Moyland in de gemeente Bedburg-Hau in de Duitse deelstaat Noordrijn-Westfalen.

## Geschiedenis
Door zakenmensen uit Kleef werd in 1979 een vereniging Golfclub Kleef opgericht met de bedoeling een golfbaan te vestigen op de Hohe Luft nabij de Nimweger Strasse maar dat plan ondervond tegenstand uit bevolking en politiek, zodat men op zoek ging naar een andere locatie. Golfclub Kleef werd in 1989 opgeheven.
In 1985 werd een nieuwe golfclub opgericht, met de naam Land-Golf-Club Moyland. De banen van deze club kwamen te liggen in het bos op de stuwwal nabij Slot Moyland en werden in 1989 geopend. De eigenaar van het slot, Jonkheer Adriaan Steengracht von Moyland, was de eerste voorzitter. De head-professional van deze club is Hubertus Volrath.
In 1989 werden in mei de drivingrange en de putting green in gebruik genomen en in augustus de eerste negen holes geopend. Deze liggen in de bossen. In 2000 werd het aanbod uitgebreid tot achttien holes; op het nieuwe terrein is meer water en zijn de bunkers groter.